# The Pointy End
"The Pointy End" (em português:  "A Ponta Afiada") é o oitavo episódio da primeira temporada da série de fantasia medieval Game of Thrones, que foi ao ar em 5 de junho de 2011 pela HBO. O episódio é notável por ter sido escrito por George R. R. Martin, o autor dos livros que a série de televisão se baseou. Foi dirigido por Daniel Minahan.
O enredo lida com as consequências da captura de Eddard Stark. Enquanto os Starks vão atrás de suas filhas, Arya e Sansa, seu filho mais velho Robb reune um exército para irem a batalha. Enquanto isso, Daenerys testemunha uma invasão dothraki a um vilarejo pacífico e Jon Snow enfrenta um novo perigo na Muralha

## Enredo

### Em Porto Real
Depois da queda de Eddard Stark (Sean Bean) e seu aprisionamento como traidor pelo recém coroado Rei Joffrey Baratheon (Jack Gleeson), os Lannister atacam o resto de sua família. O intrutor de esgrima Syrio Forel (Miltos Yorelemou) confronta homens de armas Lannister que vieram capturar Arya (Maisie Williams) com apenas uma espada de madeira, permitindo que ela escape. Ela consegue sair, onde encontra os servos Stark assassinados, e procura sua espada, Agulha. Um cavalariço a vê e tenta capturá-la, porém Ayra acidentalmente o mata e foge.
Cersei (Lena Headey) convence Sansa de que para salvar a vida de seu pai, ela tem de escrever uma carta para seu irmão Robb dizendo para ele vir a Porto Real e jurar fidelidade a Joffrey. Mais tarde, Joffrey e Cersei recompensam Janos Slynt (Dominic Carter), o capitão da Patrulha da Cidade, com o título de Lorde, enquanto Tywin Lannister se torna a nova Mão do Rei. Entretanto, Joffrey força Sor Barristan Selmy (Ian McElhinney) a se aposentar como Lorde Comandante da Guarda Real e dá o posto a Sor Jaime, enfurecendo Barristan. Sansa aproveita a oportunidade para pedir misericordia por seu pai, Joffrey concorda em poupá-lo se Ned aceitá-lo como Rei legítimo.

### No acampamento Lannister
Enquanto Tyrion (Peter Dinklage) e o mercenário Bronn (Jerome Flynn) caminham por uma floresta, eles são cercados por clãs bárbaros da montanha. Tyrion consegue convencê-los a poupá-los depois de prometer ouro, armas e um exército para ajudá-los a tomar o Ninho da Águia. Eles o seguem até o acampamento Lannister, indo diretamente à Lorde Tywin (Charles Dance). Tywin fica descontenta, porém concorda em honrar as promessas de seu filho se as tribos da montanha o ajudarem a a lutar contra os Stark. As tribos concordam, porém exigem que Tyrion vá com eles para batalha como garantia.

### No Vale de Arryn
Catelyn (Michelle Fairley) confronta sua irmã Lysa (Kate Dickie) sobre a carta com as recentes notícias de Porto Real. Depois de falhar em convencê-la a enviar cavaleiros para ajudar os Stark contra os Lannister (dizendo que eles devem proteger seu filho), Catelyn, junto com Sor Rodrik (Ron Donachie), deixam o Ninho da Águia.

### No Norte
Depois de receber a carta de sua irmã, Robb (Richard Madden) percebe que Cersei a está manipulando. Ele convoca todos os vassalos dos Stark para ir a guerra contra os Lannister, para felicidade de Theon Greyjoy (Alfie Allen). Depois de ganhar o respeito de um de seus vassalos, Lorde Grande-Jon Umber (Clive Mantle), e se despedir de Bran (Isaac Hempstead-Wright) deixando-o como Lorde de Winterfell, Robb e seu exército marcham para o Sul, encontrando no caminho sua mãe e Sor Rodrik. Durante o conselho de guerra, onde Robb está ponderando se eles devem atacar as forças de Tywin ou Jaime, seus homens capturam um batedor Lannister. Robb decide libertá-lo, más deixa uma mensagem para ser enviada a Tywin, "O inverno está chegando a ele".

### Na Muralha
Jon Snow (Kit Harington), Samwell Tarly (John Bradley) e outros retornam após fazerem seus juramentos com dois cadáveres. Eles são reconhecidos pelo Comandante Mormont (James Cosmo) como integrandes do grupo de Benjen Stark. Jon recomenda que os corpos sejam queimados, porém Mormont quer que o Meitre Aemon os examine. Mormont recebeu uma carta informando sobre a morte do Rei Robert e o aprisionamento de Ned. Ele enforma Jon, que tenta fugir, porém Mormont o faz lembrar de seu juramento. Mais tarde, enquanto os intendentes estão preparando o jantar, Sor Aliiser Thorne (Owen Teale) antagoniza Jon, chamando-o de bastardo traidor. Jon ataca Thorne com uma faca, porém é segurado pelos outros intendentes. Mormont presencia tudo e, desapontado, o confina a seu alojamento.
Naquela noite, o lobo gigante de Jon, Fantasma, arranha e rosna na porta, então Jon o deixa sair e o segue até os aposentos de Mormont. Ele entra e é atacado por um dos cadáveres encontrados além da Muralha. Ele corta uma das mãos do homem e o impala, porém sem efeito. Quando Mormont entra, Jon pega sua lamparina e joga no homem, incendiando-o e matando-o. Na manhã seguinte, a Patrulha da Noite queima o restante dos corpos, e Sam diz que eles foram tocados pelos Vagantes Brancos, com o único modo de matá-los sendo o fogo.

### Além do Mar Estreito
Daenerys (Emilia Clarke), acompanhada de Sor Jorah Mormont (Iain Glen), testemunha um saque dothraki a um pequeno vilarejo. Ela vê um grupo de dothrakis tentando estuprar várias mulheres. Daenerys ordena que Jorah os impeça, dizendo que ela deseja as mulheres como suas escravas. Um dos dothraki se ofende por sua recompensa lhe ser negada, e fala com Khal Drogo (Jason Momoa), que pergunta a Dany o porque dela ter feito isso. Quando Drogo fica do lado dela, o dothraki desefia Drogo para uma luta. Ele aceita e rapidamente mata o homem, porém é levemente machucado. Uma das novas escravas de Daenerys, Mirri Maz Duur (Mia Soteriou), uma "esposa do deus" do templo do vilarejo, se oferece para curá-lo. Dany relutantemente concorda.

## Produção

### Roteiro
"The Pointy End" foi escrito pelo autor do livro original, George R. R. Martin. Martin tinha extensa experiência em escrever para a televisão depois de passar muitos (?) trabalhando em Hollywood, porém já fazia uma década desde seu último roteiro para a TV. Ele afirmou que escrever o episódio foi muito fácil já que ele estava familiar com os personagens e a história, e a parte mais díficil foi "me acustumar com o novo software de escrever que eu tive de usar".
Ele entregou seu primeiro rascunho do roteiro para os criadores e produtores executivos da série, David Benioff e D. B. Weiss, em 1 de maio de 2010, admitindo que ele provavelmente era "muito longo e muito caro". Na verdade, a cena que Martin escreveu com Robb Stark chamando os vassalos de seu pai, com uma montagem de oito castelos diferentes recebendo as cartas e partindo, foi considerada impossível de ser filmada.
Os capítulos abrangidos no episódio são o 43, 51 ao 54, 56 ao 59 e 62 (Tyrion VI, Arya IV, Sansa IV, Jon VII, Bran VI, Catelyn VIII, Tyrion VII, Sansa V, Eddard XV e Daenerys VII). Entre as cenas criadas especificamente para o episódio estão: Robb decidindo chamar os vassalos, a confrontação entre Catelyn e Lysa no Ninho da Águia e o subenredo do espião Lannister capturado. Outras mudanças em releção ao livro incluem Arya matando o cavalariço mais como um acidente do que algo intencional (apesar de movido pelo medo), a redução do número de vassalos do Norte (Rickard Karstark, Roose Bolton, os Manderly e os Glovers não são introduzidos) e Drogo recebendo um ferida não por lutar contra um outro khalasar, más sim por lutar contra um de seus homens que se ressente por Daenerys ter uma influência maior do que ele.
As cenas que mostram Tyrion e Bronn descendo as Montanhas da Lua e encontrando os clãs da montanha inicialmente pertenciam ao episódio 7. Dessa forma, ela não foi escrita por Martin, más pelos autores do episódio sete, Benioff e Weiss. Como é comum na televisão, a cena foi movida de um episódio para o outro na edição.

### Seleção de elenco
O episódio marca a primeira aparição de dois personagens recorrentes importantes dos livros: Clive Mantle assume o papel de um dos vassalos do norte, Lorde Jon Umber, conhecido como Grande-Jon por seu tamanho, e Ian Gelder entra em cena como Sor Kevan Lannister, irmão e braço direito de Lorde Tywin.

### Locações

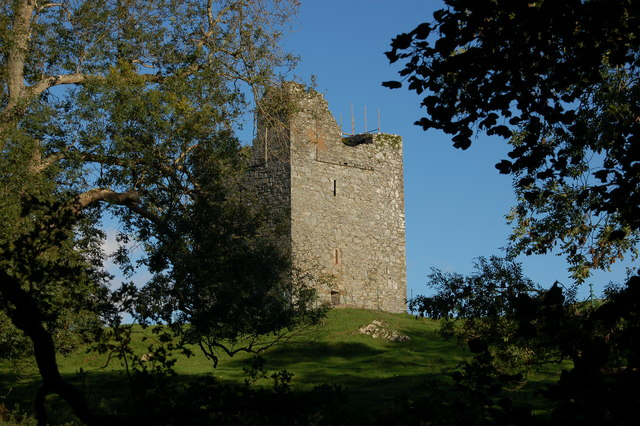
O Castelo de Audley foi usado como uma das torres arruinadas de Fosso Cailin, que defendia o Gargalo.

Os interiores do episódio foram filmados no estúdio The Paint Hall, em Belfast, incluindo todos os cenários da Fortaleza Vermelha e de Winterfell.
Os exteriores de tanto o acampamento Stark, como o acampamento Lannister foram filmados em locação na propriedade do Castelo Ward, perto do vilarejo de Strangford. Dentro da propriedade está o Castelo de Audley, que serviu como as ruínas de uma das torres de Fosso Cailin quando Catelyn e Sor Rodrik se juntam ao exército de Robb.
As cenas do vilarejo dos Homens-Ovelha que são saqueados pelos dothraki foram filmadas no final de outubro de 2010 em Malta, na cidade agrícola de Manikata.

## Recepção

### Audiência
"The Pointy End" atraiu 2.7 milhões de espectadores em sua primeira exibição, uma grande alta em relação aos 2.4 milhões do episódio anterior, e 22% maior desde a estréia da série. Adicionando os números de sua primeira reprise, que foi ao ar na mesma noite,, o episódio atraiu a boa marca de 3.6 milhões de espectadores.

### Crítica
"The Pointy End" recebeu críticas bem favoráveis. Entre os mais entusiasmados estava Maureen Ryan da AOL TV, afirmando que esse foi o melhor episódio até o momento, e que ela estava "extremamente impressionada como tantas partes movéis foram implantadas suavemente e como a hora pareceu voar", que ficava ainda mais impressionante quando "considerando todas as coisas diferentes que precisavam ocorrer".
As múltiplas perspectivas do episódio foram abordadas pelos comentaristas: James Hibberd, da Entertainment Weekly, escreveu que "para um programa que muitas vezes pode parecer desarticulado por ter tantas linhas de história se desdobrando em locais diferentes, esse foi o episódio mais coeso que já vimos, já que todo o Reino foi impactado pela prisão de Ned Stark por traição". Alan Sepinwall da HitFix o chamou de "de longe, o episódio mais movimentado da série até o momento", observando que não apenas moveu "peças ao redor do tabuleiro de xadrez para ajeitar as coisas para os dois últimos episódios da temporada" porém também incluiu "alguns excelentes diálogos, alguns momentos bons para personagens e algumas das melhores cenas de ação que o programa já teve até o momento". Davis Sims, da A.V. Club, disse que o episódio "magistralmente nos manteve a par de tudo o que está acontecendo, enquanto se manteve ao estilo de ponto de vista que o programa tem desde o início". O crítico da Cultural Learnings, Myles McNutt, achou o episódio "preenchido com momentos onde muito é feito com tão pouco. Nós não passamos muito tempo em uma única locação, com apenas cenas breves para estabelecer alguns pontos substanciais do desenvolvemento da história".

"Houve um nível de certeza e confiança em exibição neste roteiro, e isso faz muito sentido, uma vez que Martin inventou este mundo e criou essas pessoas. Não houve hesitação na hora de moldar e adaptar o material para a telinha. Houve cenas de destaque em outros episódios, e o programa sem dúvida ganhou confiança e dinâmica enquanto a temporada progredia, porém "The Pointy End" estava em um nível diferente. Eu amei."

— Maureen Ryan, AOL TV
Muitos críticos consideraram que muito dos méritos do episódio vieram do roteiro de George R. R. Martin. Sepinwall achou que "Martin não recebeu o trabalho mais fácil quando ele teve de dramatizar os eventos mostrados em 'The Pointy End'", mesmo assim ele adorou os resultados. Todd VanDerWerff, também da A.V. Club, notou que há um "senso definitivo da mão de Martin aqui. Personagens que nunca realmente funcionaram na tela—como Sansa—de repente parecem mais vivas. Personagens que estavam funcionando—como Tyrion e Arya—obtêm muitas coisas boas para jogar, uma vez que nunca se parece elaborado.
As cenas com Sansa Stark se tornando uma refém dos Lannister foram comentadas. De acordo com Elio Garcia, do blog Westeros.org, "Sophie Turner realmente brilha em suas cenas. Há muias pessoas lá fora que julgam Sansa muito severamente, porém você deve ter um coração de pedra para não simpatizar com seu empenho neste episódio". Muitos críticos concordam com esse sentimento, comentando a transição de uma "menina mimada" para uma jovem e confusa, mais ainda uma adolescente corajosa. James Poniewozik, da TIME, enfatizou o crescimento de Robb Stark, elogiando tanto o roteiro de Martin como a atuação de Richard Madden. Ryan destacou a cena onde Syrio Forel confronta homens Lannister para permitir que Arya escape, que na opinião dela foi maravilhosamente encenada por todos os atores e pelo diretor Daniel Minahan.

## Dedicação
O episódio é dedicado à memória de Ralph Vicinanza. Ele era um dos co-produtores executivos ligado à Game of Thrones, morrrendo enquanto dormia de um aneurisma cerebral em 25 de setembro de 2010.
Vicinanza foi o agente literário que cuidou dos direitos de tradução dos livros de Martin, e foi um dos co-fundadores da companhia de gerenciamento Created By, com o objetivo de desenvolver filmes e séries de televisão baseadas nos trabalhos de seus clientes (e de seu parceiro Vince Gerardis). Ele foi uma peça fundamental ao levar o trabalho de Martin para a tela, introduzindo os livros à David Benioff e D. B. Weiss, e liderando as negociações com a HBO. Ele morreu alguns dias depois da HBO ter dado sinal verde a série.